# مکبر
مکبر (مُکبِر) از لحاظ لغوی به معنای تکبیرگوینده می‌باشد و در اصطلاح مقصود تکبیر گوینده در نماز جماعت است. مکبر در واقع به شخصی گفته می‌شود که در نمازهای جماعت با آوازی بلند تکبیر می‌گوید تا نمازگزاران از حرکات امام جماعت در نماز مطلع گردند، (همانند اطلاع از رکوع و سجود). همچنین، لغت "تکبیر" در اصطلاح دینی (از لحاظ لغوی) به معنای بزرگ شمردن است، بزرگ داشتن خدا، به بزرگی یاد کردن و گفتن "الله اکبر" است.
پیرو مکبر در روایات، اینگونه بنظر می‌رسد که حدیث مستقیم یا خاصی حول آن ذکر نشده باشد. در مورد مکبری، که در واقع به عمل تکبیر گفتن گفته می‌شود، برخی از گزارش‌ها اشاره به این مطلب دارند که از آنچه که در احادیث و کتاب‌های روایی در مورد «موذن» نقل شده‌است را می‌توان در زمینه تکبیر گویی نیز بکار برد، زیرا تکبیرگویی گونه ای از اذان‌گویی می‌باشد، با این فرق که اذان خبر کلی از اقامه نماز می‌باشد اما نقش مکبر، هدایت کردن نمازگزاران است.
همچنین در مواردی اینگونه استدلال می‌شود که: هنگامی خداوند برای برپایی نماز جماعت اهمیت بسیار فراوانی قائل شده‌است، بنابراین اگر شخص مکبر سبب برپایی نماز جماعت شود، وی نیز مورد عنایت خدا قرار خواهد گرفت. علاوه بر این، ذکر اذکار موجود در آن (همانند: «الله اکبر»، سمع االله لمن حمده، بحول الله و قوته اقوم و اقعد) دارای پاداش مستقلی نیز می‌باشد.

## شرایط
یک مکبر (خوب) می‎بایستی به مسائل مربوط به نماز آگاه باشد و از لحاظ ظاهری صلاحیت لازمه را دارا باشد. همچنین یک مکبر بهتر است که دارای صدایی مناسب باشد، اگرچه ضرورتی ندارد که بالغ باشد.